# Let Go (film)
Pour les articles homonymes, voir Let Go.
Pour plus de détails, voir Fiche technique et Distribution.
Let Go est un film américain, sorti en 2011.

## Fiche technique
- Titre : Let Go
- Réalisation : Brian Jett
- Scénario : Brian Jett
- Montage : Harry Yoon
- Musique : Bobby Johnston
- Pays d'origine : États-Unis
- Genre : comédie
- Date de sortie : 2011

## Distribution
- David Denman : Walter
- Gillian Jacobs : Darla
- Kevin Hart : Kris
- Edward Asner : Artie
- Simon Helberg : Frank
- Maria Thayer : Beth
- Alexandra Holden : Kelly
- Amy Stiller : Phyllis
- Catherine Reitman : La fille insupportable
- Rance Howard : Dimples
- Garrett Morris : Donuts
- Kirk Fox : Paul
- Dayo Ade : Charles
- Barbara Perry : Vieille femme
- Kristin Minter : Conductrice
- Brande Roderick : Elle-même